# Нерух Олександр Георгійович
Нерух Олександр Георгійович (нар. 3 червня 1944) — український фахівець у галузі радіофізики, професор, доктор фізико-математичних наук Харківського національного університету радіоелектроніки.

## Біографія
Олександр Нерух народився 3 червня 1944 року.
У 1968 році він закінчив радіофізичний факультет Харківського державного університету ім. О. М. Горького за спеціальністю радіофізика.
З 1971 по 1975 роки він навчався в аспірантурі Харківського державного університету. Після її завершення ним була захищена кандидатська дисертація.
З 1977 року і до сьогодні Олександр Нерух працює в Харківському національному університеті радіоелектроніки.
Спочатку він працював на посаді старшого викладача, у 1982 році він став доцентом, а вже у 1993 році — процесором кафедри вищої математики.
З 1994 він обіймає посаду завідувача кафедри вищої математики.
У 1991 році ним була захищена докторська дисертація.

## Наукова робота
Олександр Нерух спеціалізується на вивчені еволюційного підходу в розв'язанні 2- і 3-мірних початково-крайових електродинамічних задач в основі якого лежить рівняння Вольтера. Цей підхід використовується для вирішення нестаціонарних електродинамічних задач з урахуванням властивостей, що змінюються залежно від часу.
Створена група молодих учених, яка досліджує перетворення електромагнітних імпульсів у таких середовищах, включаючи й оцінку складності перетворення. Окрім того, у сферу інтересів групи входять нестаціонарні явища в діелектричних хвилеводах і резонаторах.

## Міжнародна діяльність
У 1993 році Олександр Нерух отримав від Міжнародного фонду Сороса грант.
У 1996 році він став Соросовським доцентом.
З 1998 року він — IEEE Senior Member.
У 1998 році Олександр Нерух був включений до 16-го випуску видання Who's Who in the World.
У 2001, 2003, 2006, 2007 роках він працював у якості Visiting Professor Ноттінгемського університету у Великій Британії.

## Творчий доробок
Олександр Нерух є автором понад 190 публікацій та 2 патента.
Монографії видані закордоном:
- Nerukh, A., Benson T. Non-Stationary Electromagnetics: An Integral Equations Approach. 2nd Edition. - Pan Stanford, 2018.
- Nerukh, A., Sakhnenko, N., Benson, T., Sewell, P. Non-stationary electromagnetics. — Pan Stanford Publishing Pte. Ltd., 2012. — 628 p.
- Nerukh A., Sakhnenko N. Non-Stationary Electromagnetics. — Pan Stanford Publishing Pte. Ltd., 2012. — 596 р.

Статті:
- Nerukh A., Kuryzheva O., Benson, T. Time-spatial structure of airy pulse in non-stationary environment // Optical and Quantum Electronics. — 2018. — 50(2),52.
- Nerukh A. G., Kuryzheva O. V. Transformation of the airy pulse by a jump-like change of the medium permittivity in time // Telecommunications and Radio Engineering (English translation of Elektrosvyaz and Radiotekhnika). — 2018. — 77(12). — pp. 1017—1028.
- Kuryzheva O. V., Nerukh A. G. Changing of an Airy pulse form due to re-reflections inside a dielectric layer // 2016 2nd International Young Scientists Forum on Applied Physics and Engineering. — YSF 2016-Forum Proceedings. — 2016. — pp. 183—186.
- Kuryzeva O. V., Tkach A. D., Nerukh A. G. Implementation of the extinction theorem in a problem of Airy pulse scattering by a dielectric layer // 2016 8th International Conference on Ultrawideband and Ultrashort Impulse Signals. — UWBUSIS, 2016. — pp. 97–100.
- Kuryzheva O. V., Nerukh A. G. Evolution of an Airy pulse energy flow induced by a dielectric plane boundary // Proceedings of the International Conference on Advanced Optoelectronics and Lasers. — CAOL, 2016. — pp. 57–59.